# علی‌اکبر معصوم‌بیگی (فیلم)
علی‌اکبر معصوم‌بیگی یک فیلم مستند به کارگردانی بکتاش آبتین و محصول سال ۱۳۹۹ است.
این مستند ۵۵ دقیقه‌ای که به زندگی و نظرات علی‌اکبر معصوم‌بیگی، نویسنده، مترجم و از اعضای اصلی کانون نویسندگان، می‌پردازد، یک ماه پس از مرگ آبتین از شبکهٔ ایران اینترنشنال پخش شد. این فیلم مستند، روایتی عاشقانه است که از نقش عشق به‌عنوان «اراده‌ای برای ستایش زندگی و آرمان آزادی» یاد می‌کند.

## پیش‌زمینه
بکتاش آبتین در سال ۱۳۹۸ ساخت مستندی پیرامون «کانون نویسندگان ایران» را آغاز کرد که با زندانی شدن و مرگ او نیمه‌تمام ماند. وی همچنین طی همان دو سال، سه مستند پرتره از اعضای کانون نویسندگان یعنی فریبرز رئیس‌دانا، ناصر زرافشان و علی‌اکبر معصوم‌بیگی ساخت که دو فیلم آخر پس از مرگ او به نمایش درآمدند. از ویژگی‌های مشترک این سه فیلم می‌توان به اهمیت تاریخی آن‌ها و همچنین ساخته شدن با کمترین عوامل و امکانات اشاره کرد. در تمامی این فیلم‌ها محمد رسول‌اف به عنوان مشاور کارگردان و کاوه فرنام به عنوان تهیه‌کننده حضور داشتند.

## نقد و نظر
علی‌اکبر معصوم‌بیگی سومین فیلم از سه‌گانه‌ای است که بکتاش آبتین برای کانون نویسندگان و به صورت مستند پرتره ساخت. منتقدانی همچون محبوبه موسوی و مهرداد خامنه‌ای این سه فیلم را به موفقیت آثار گذشتهٔ کارگردان نمی‌دانند و آن را «یک بیانیهٔ طولانی سیاسی»، «گزارش و مونولوگی گاه طولانی» و «رپرتاژ تلویزیونی» نامیده‌اند. هرچند محمد رسول‌اف این آثار را تجربه‌های تازه و احمد زاهدی لنگرودی آنها را نویددهندهٔ استعدادی درخشان در عرصهٔ سینمای مستند می‌نامد. علی‌اکبر معصوم‌بیگی نیز با بیان مشکلات کارگردان در زمان ساخت این فیلم‌ها، حکم قطعی زندان او و همچنین تنگناهای مالی، این آثار را قابل دفاع می‌داند و با آثار متأخر ژان لوک گدار مقایسه می‌کند.